# Baad, Shiggaon
Baad là một làng thuộc tehsil Shiggaon, huyện Haveri, bang Karnataka, Ấn Độ.